# Estação La Leonera
A Estação La Leonera é uma das estações do Biotrén, situada em Chiguayante, entre a Estação Manquimávida e a Estação Hualqui. Administrada pela Ferrocarriles del Sur (FESUR), faz parte da Linha 1.
Foi inaugurada em 24 de novembro de 2005. Localiza-se no cruzamento da Avenida Libertador Bernardo O'Higgins com a Rua 2. Atende o setor de La Leonera.